# Haaksbergen
Haaksbergen és un municipi de la província d'Overijssel, al centre-est dels Països Baixos. L'1 de gener de 2009 tenia 24.482 habitants repartits per una superfície de 105,48 km² (dels quals 0,58 km² corresponen a aigua).

## Centres de població
Boekelo, Brammelo, Buurse, Eppenzolder, Holthuizen, Honesch, Langelo, St. Isidorushoeve i Stepelo.

## Política
| Resultats de les eleccions municipals en escons | Resultats de les eleccions municipals en escons | Resultats de les eleccions municipals en escons | Resultats de les eleccions municipals en escons | Resultats de les eleccions municipals en escons |
| ----------------------------------------------- | ----------------------------------------------- | ----------------------------------------------- | ----------------------------------------------- | ----------------------------------------------- |
| Partit                                          | 1998                                            | 2002                                            | 2006                                            |                                                 |
| CDA                                             | 7                                               | 6                                               | 7                                               |                                                 |
| PvdA                                            | 3                                               | 3                                               | 5                                               |                                                 |
| Leefbaar Haaksbergen                            | /                                               | 4                                               | 3                                               |                                                 |
| VVD                                             | 3                                               | 2                                               | 2                                               |                                                 |
| D66                                             | 2                                               | 1                                               | 1                                               |                                                 |
| GGH                                             | 4                                               | 3                                               | 1                                               |                                                 |
| Total                                           | 19                                              | 19                                              | 19                                              |                                                 |
| Participació                                    | 66,8%                                           | 63,3%                                           | 62,6%                                           |                                                 |

## Galeria d'imatges

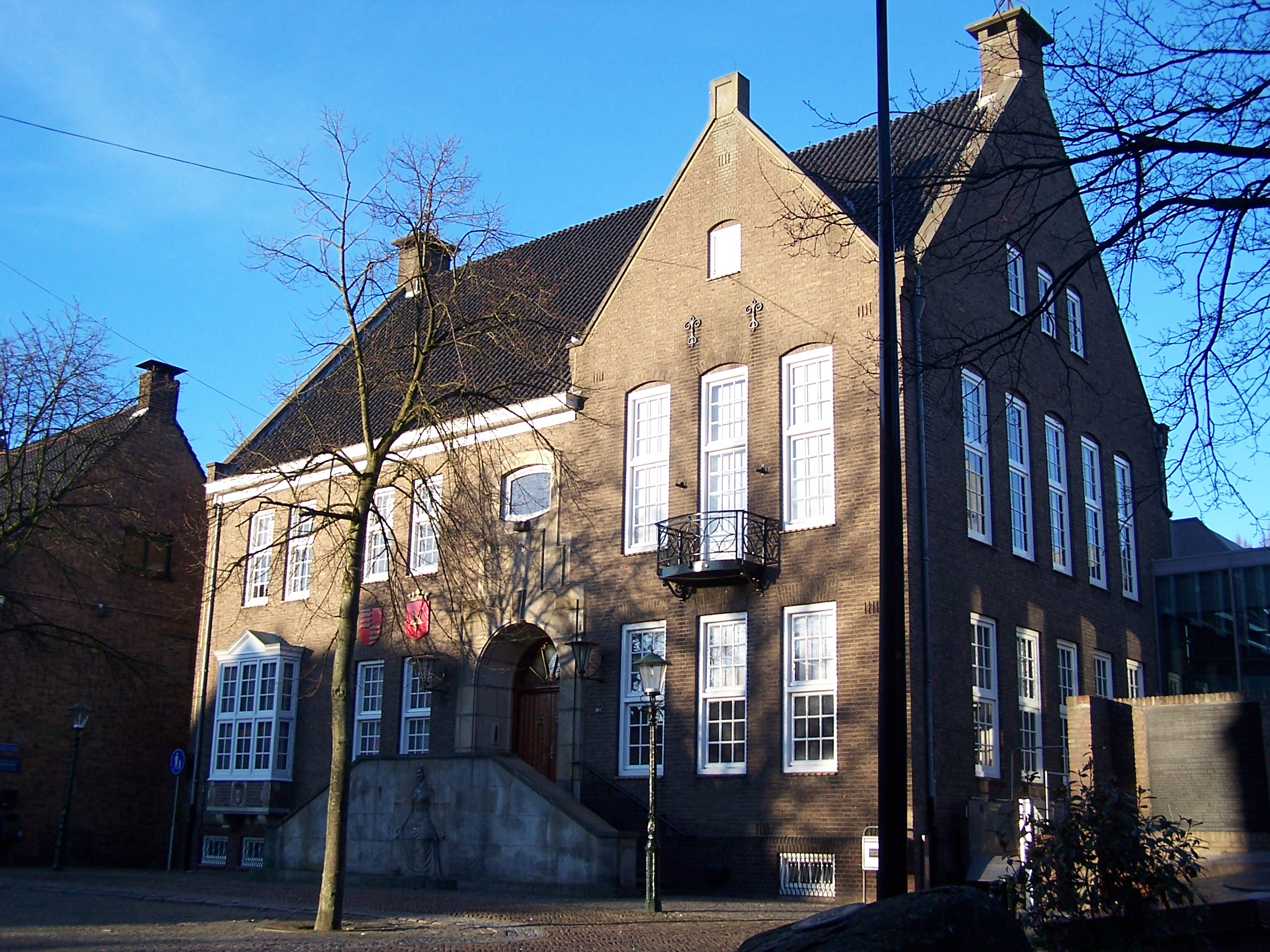
Ajuntament
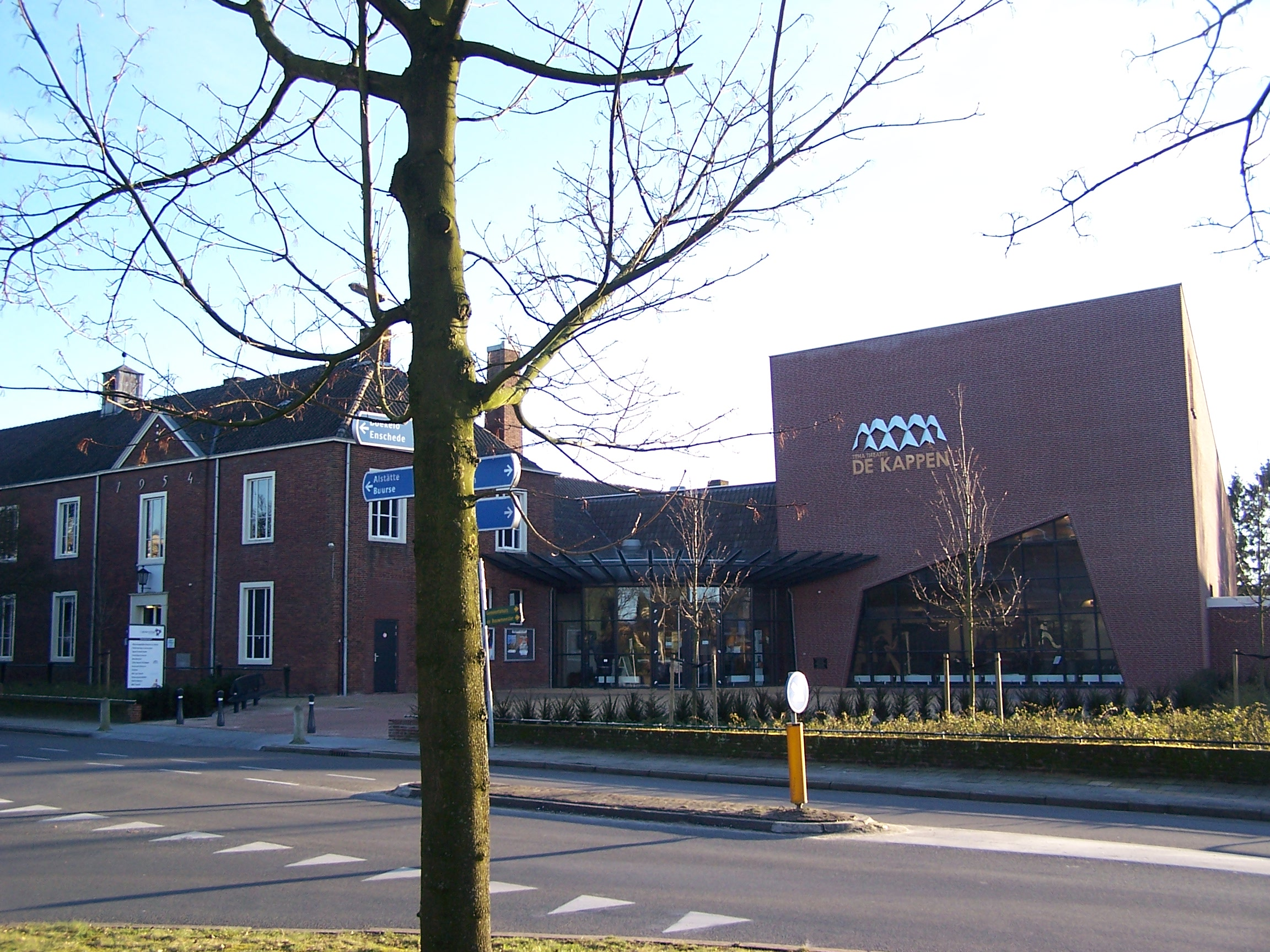
Teatre De Kappen